# Robert Wiene
Robert Wiene (Breslavia, 27 aprile 1873 – Parigi, 17 luglio 1938) è stato un regista, sceneggiatore e produttore cinematografico tedesco.
È considerato uno dei più grandi e influenti registi del cinema espressionista tedesco. Il suo film più noto, Il gabinetto del dottor Caligari (1920), è considerato il simbolo di questo movimento.

## Biografia

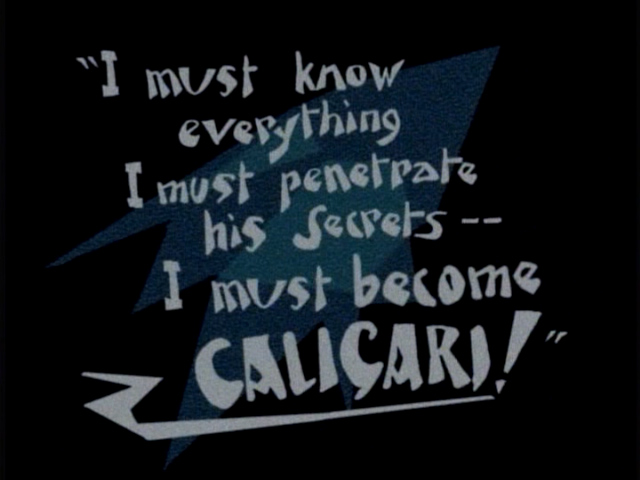
Didascalia de Il gabinetto del dottor Caligari

Robert Wiene nacque a Breslavia, figlio di Carl Wiene, un noto e popolare attore teatrale. Conrad, suo fratello minore, divenne anch'egli attore. Robert all'inizio frequentò i corsi di legge all'Università di Berlino. Dal 1908 entrò anche lui nel mondo dello spettacolo con piccole parti in teatro. La sua prima incursione nel mondo del cinema avvenne nel 1912 con un suo soggetto, Die Waffen der Jugend. I film più memorabili di Wiene sono l'horror Il gabinetto del dottor Caligari (1920) e un adattamento di Delitto e castigo, Raskolnikow (1923), entrambi influirono profondamente nel cinema tedesco dell'epoca.
Dopo che Adolf Hitler ebbe preso il potere in Germania, Robert Wiene, che era di origine ebraica, lasciò Berlino, recandosi dapprima a Budapest, dove diresse Eine Nacht in Venedig (1934), poi a Londra, e infine a Parigi dove provò a produrre, assieme a Jean Cocteau, il remake sonoro de Il gabinetto del dottor Caligari. Wiene morì di cancro a Parigi dieci giorni prima di concludere la produzione del film di spionaggio Ultimatum, che fu poi completato da Robert Siodmak.

## Filmografia

### Regista
- Die Waffen der Jugend, co-regia di Friedrich Müller (1913)
- Arme Eva (1914)
- Uno a destra... l'altro a sinistra (Er rechts, sie links) (1915)
- Die Konservenbraut (1915)
- Der springende Hirsch oder Die Diebe von Günstersburg, co-regia di Walter Turszinsky (1915)
- Frau Eva, co-regia Artur Berger (1916)
- Der Mann im Spiegel, co-regia di Conrad Wiene (1916)
- Das Leben ein Traum (1916)
- Der Sekretär der Königin (1916)
- Das wandernde Licht (1916)
- La fidanzata del bandito (Die Räuberbraut) (1916)
- Der wandernde Blumentopf (1916)
- Lehmanns Brautfahrt (1916)
- Furcht (1917)
- Der Liebesbrief der Königin (1917)
- Der standhafte Benjamin (1917)
- Veilchen Nr. 4, co-regia di Conrad Wiene (1917)
- Das goldene Kalb (1917)
- Gräfin Küchenfee (1918)
- Der verführte Heilige (1919)
- Der Umweg zur Ehe co-regia Fritz Freisler, Conrad Wiene (1919)
- Ein gefährliches Spiel (1919)
- Il gabinetto del dottor Caligari (Das Cabinet des Dr. Caligari) (1920)
- Die drei Tänze der Mary Wilford (1920)
- Genuine (1920)
- La notte della regina Isabella di Francia (Die Nacht der Königin Isabeau) (1920)
- Glanz und Elend der Kurtisanen, co-regia di Louis Ralph e Conrad Wiene (1920)
- Die Rache einer Frau (1921)
- Das Spiel mit dem Feuer, co-regia di Georg Kroll (1921)
- Die höllische Macht (1922)
- Raskolnikow (Delitto e castigo) (1923)
- Il burattinaio satanico (Der Puppenmacher von Kiang-Ning) (1923)
- I.N.R.I. ( I.N.R.I. - Ein Film der Menschlichkeit) (1923)
- Le mani dell'altro (Orlacs Hände) (1924)
- La principessa delle aringhe (Pension Groonen) (1925)
- Il cavaliere della rosa (Der Rosenkavalier) (1925)
- La duchessa delle Folies Bergères (Die Königin von Moulin Rouge) (1926)
- L'ufficiale della Guardia (Der Gardeoffizier) (1926)
- Passione principesca (Die Geliebte) (1927)
- La danzatrice di Granata (Die berühmte Frau) (1927)
- La grande avventuriera (Die große Abenteuerin) (1928)
- Tu non mentirai! (Die Frau auf der Folter ) (1928)
- Leontines Ehemänner (1928)
- Amore contrastato (Unfug der Liebe) (1928)
- Der Andere (1930)
- Der Liebesexpreß (1931)
- Panik in Chicago (1931)
- Le Procureur Hallers (1933)
- Taifun (Polizeiakte 909) (1933)
- Eine Nacht in Venedig (1934)
- Ultimatum co-regia di Robert Siodmak (non accreditato (1938)

### Sceneggiatore (parziale)
- Die Waffen der Jugend, regia di Friedrich Müller e Robert Wiene (1913)
- Lottekens Feldzug, regia di Bruno Ziener (1915)
- Arme Maria - Eine Warenhausgeschichte, regia di Max Mack e Willy Zeyn (1915)
- Der springende Hirsch oder Die Diebe von Günstersburg, regia di Walter Turszinsky e Robert Wiene (1915)
- Frau Eva, regia di Artur Berger e Robert Wiene (1916)
- Der Mann im Spiegel, regia di Conrad Wiene e Robert Wiene (1916)
- Das Leben ein Traum, regia di Robert Wiene (1916)
- Der Sekretär der Königin, regia di Robert Wiene (1916)
- L'ombrellino con cigno (Der Schirm mit dem Schwan), regia di Carl Froelich (1916)
- Das wandernde Licht, regia di Robert Wiene (1916)
- Lehmanns Brautfahrt, regia di Robert Wiene (1916)
- Gelöste Ketten, regia di Rudolf Biebrach (1916)
- Furcht, regia di Robert Wiene (1917)
- Das goldene Kalb, regia di Robert Wiene (1917)
- Feenhände, regia di Rudolf Biebrach (1917)
- Die Ehe der Luise Rohrbach, regia di Rudolf Biebrach (1917)
- Der Liebesbrief der Königin, regia di Robert Wiene (1917)
- Der standhafte Benjamin, regia di Robert Wiene (1917)
- Christa Hartungen, regia di Rudolf Biebrach (1917)
- Frank Hansens Glück, regia di Viggo Larsen (1917)
- Die Prinzessin von Neutralien, regia di Rudolf Biebrach (1917)
- Die Faust des Riesen, regia di Rudolf Biebrach (1917)
- Gräfin Küchenfee, regia di Robert Wiene (1918)
- Edelsteine - Phantastisches Drama in 4 Akten, regia di Rudolf Biebrach (1918)
- Auf Probe gestellt, regia di Rudolf Biebrach (1918)
- Das Geschlecht derer von Ringwall, regia di Rudolf Biebrach (1918)
- Agnes Arnau und ihre drei Freier, regia di Rudolf Biebrach (1918)
- Gefangene Seele, regia di Rudolf Biebrach (1918)
- Die Heimkehr des Odysseus, regia di Rudolf Biebrach (1918)
- Die blaue Laterne, regia di Rudolf Biebrach (1918)
- Der verführte Heilige, regia di Robert Wiene (1919)
- Der Mann der Tat, regia di Victor Janson (1919)
- Die Dame, der Teufel und die Probiermamsell, regia di Rudolf Biebrach (1919)
- Der Umweg zur Ehe, regia di Fritz Freisler, Conrad Wiene e Robert Wiene (1919)
- Irrungen, regia di Rudolf Biebrach (1919)
- Ihr Sport, regia di Rudolf Biebrach (1919)
- Die Schuld, regia di Rudolf Biebrach (1919)
- Die beiden Gatten der Frau Ruth, regia di Rudolf Biebrach (1919)
- Die lebende Tote, regia di Rudolf Biebrach (1919)
- Schuhputzsalon Rolf G.m.b.H., regia di Willy Halm (1919)
- Die Fahrt ins Blaue, regia di Rudolf Biebrach (1919)
- Monika Vogelsang, regia di Rudolf Biebrach (1920)
- Satana (Satanas), regia di Friedrich Wilhelm Murnau (1920)
- Die drei Tänze der Mary Wilford, regia di Robert Wiene (1920)
- Die Jagd nach dem Tode 2.Teil: Die verbotene Stadt, regia di Karl Gerhardt (1920)
- Die Jagd nach dem Tode, regia di Karl Gerhardt (1920)
- Das Blut der Ahnen, regia di Karl Gerhardt (1920)
- La notte della regina Isabella di Francia (Die Nacht der Königin Isabeau), regia di Robert Wiene (1920)
- Die Rache einer Frau, regia di Robert Wiene (1921)
- Die Jungfrau von Kynast, regia di Hubert Moest (1921)
- Das Abenteuer des Dr. Kircheisen, regia di Rudolf Biebrach (1921)
- Raskolnikow, regia di Robert Wiene (1923)
- I.N.R.I., regia di Robert Wiene (1923)
- Die Macht der Finsternis, regia di Conrad Wiene (1924)
- Il cavaliere della rosa (Der Rosenkavalier), regia di Robert Wiene (1925)
- Heut' spielt der Strauss, regia di Conrad Wiene (1928)
- Le Procureur Hallers, regia di Robert Wiene (1933)
- Polizeiakte 909, regia di Robert Wiene (1933)
- Eine Nacht in Venedig, regia di Robert Wiene (1934)

### Produttore
- Il cavaliere della rosa (Der Rosenkavalier), regia di Robert Wiene (1925)

### Attore
- Die Spinne, regia di Conrad Wiene (1919)